# Douglas Jay
Douglas Patrick Thomas Jay, baron Jay (ur. 23 marca 1907, zm. 6 marca 1996) – brytyjski dziennikarz i polityk, członek Partii Pracy, minister w rządach Harolda Wilsona.

## Życiorys
Wykształcenie odebrał w Winchester College oraz w New College na Uniwersytecie Oksfordzkim. W 1930 r. został członkiem All Souls College. W latach 1929–1933 pracował dla The Timesa, gdzie odpowiadał za sprawy ekonomiczne. W latach 1933–1937 był dziennikarzem The Economist, a w latach 1937–1941 Daily Herald. Następnie rozpoczął pracę w korpusie Służby Cywilnej w ministerstwie zaopatrzenia, a potem w Zarządzie Handlu. Od 1943 r. był osobistym asystentem Hugh Daltona, przewodniczącego Zarządu Handlu.
W 1946 r. Jay został wybrany do Izby Gmin w wyborach uzupełniających w okręgu Battersea North. W 1947 r. został ekonomicznym sekretarzem skarbu. W latach 1950–1951 był finansowym sekretarzem skarbu. W latach 1964–1967 był członkiem gabinetu jako przewodniczący Zarządu Handlu. Od 1951 r. był członkiem Tajnej Rady. Sprzeciwiał się członkostwu Wielkiej Brytanii w EWG i nawoływał do głosowania na "Nie" podczas referendum 1975 r.
Jay zasiadał w Izbie Gmin do 1983 r. W 1987 r. został kreowany parem dożywotnim jako baron Jay i zasiadł w Izbie Lordów. Od 1933 r. był żonaty z Peggy Jay, z którą miał czworo dzieci. Ich syn, Peter Jay, był brytyjskim ambasadorem w Waszyngtonie i mężem Margaret Callaghan, córki premiera Jamesa Callaghana.